# Сив козодой
Сив козодой (Caprimulgus inornatus) е вид птица от семейство Caprimulgidae.

## Разпространение
Видът е разпространен в Бенин, Буркина Фасо, Гана, Гвинея, Еритрея, Етиопия, Йемен, Камерун, Демократична република Конго, Кот д'Ивоар, Кения, Либерия, Мали, Мавритания, Нигер, Нигерия, Сенегал, Сиера Леоне, Сомалия, Судан, Танзания, Того, Уганда, Централноафриканската република, Чад и Южен Судан.